# Temnosternus grossepunctatus
Temnosternus grossepunctatus là một loài bọ cánh cứng trong họ Cerambycidae.